# Europees kampioenschap trial 2019 (mannen)

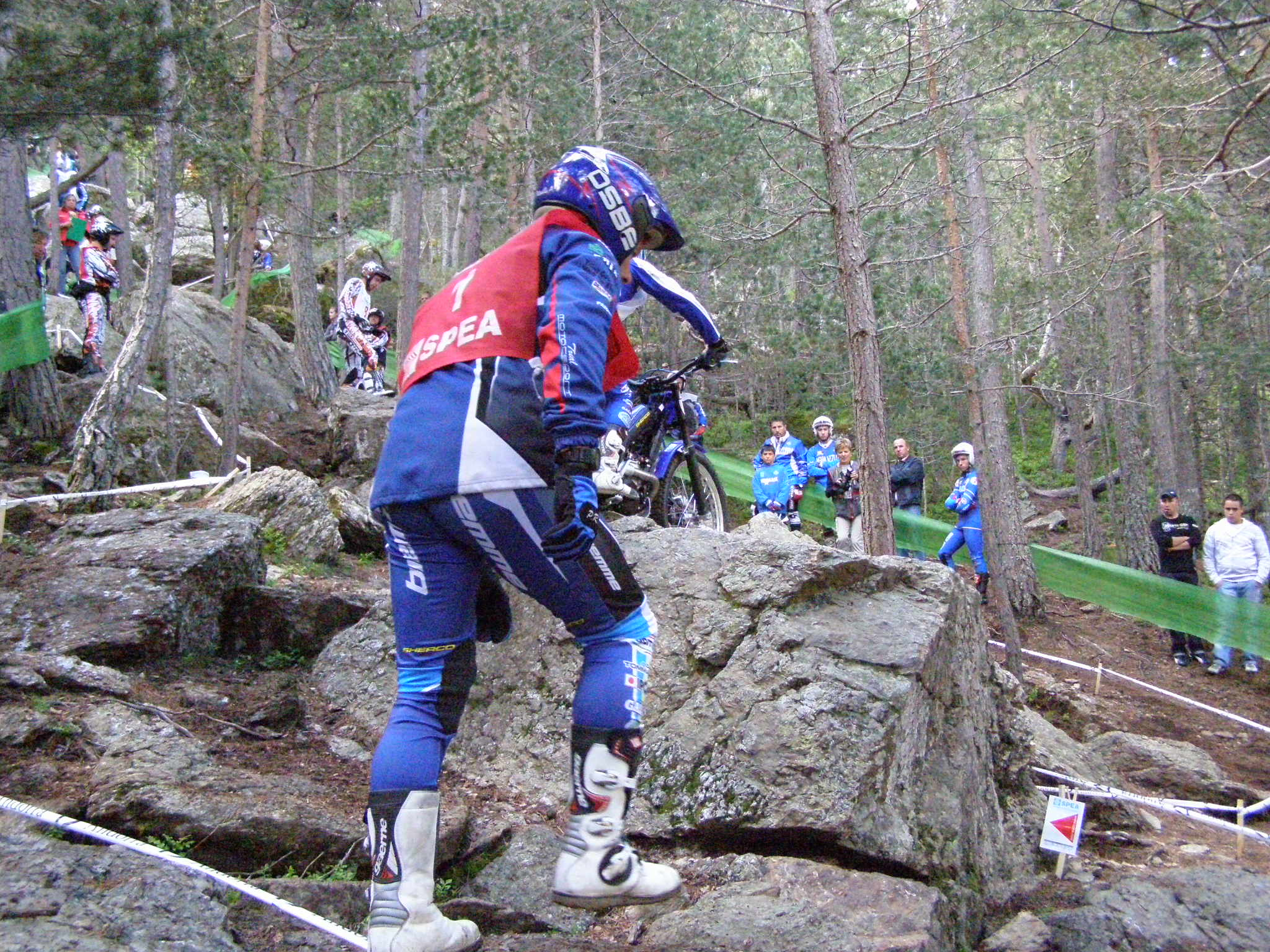
Titelverdediger Matteo Grattarola

Het Europees kampioenschap trial 2019 voor mannen is een Europees kampioenschap dat werd verreden tussen 21 april en 18 augustus 2019. Bij dit FIM trialkampioenschap kwamen de rijders uit in vier wedstrijden uit: in Pietramurata-Arco di Trento (Italië), Monza (Italië), Ancelle (Frankrijk) en Březová (Tsjechië). De Spanjaard Gabriel Carrballido Marcelli veroverde het kampioenschap.

## Klassement
| Nr. | Naam                                   | Italië (Arco) 21 april | Italië (Monza) 28 april | Frankrijk (Ancelle) 11 augustus | Tsjechië (Březová) 18 augustus | Totaal |
| --- | -------------------------------------- | ---------------------- | ----------------------- | ------------------------------- | ------------------------------ | ------ |
| 1   | Gabriel Carrballido Marcelli (Montesa) | 85                     | 85                      | 100                             | 85                             | 355    |
| 2   | Gianluca Tournour (GasGas)             | 55                     | 60                      | 85                              | 60                             | 260    |
| 3   | Aniol Gelabert (Scorpa)                | 70                     | 50                      | 60                              | 70                             | 250    |
| 4   | Francesc Clota Moret (Montesa)         | 60                     | 25                      | 55                              | 100                            | 240    |
| 5   | Matteo Grattarola (Honda)              | 100                    | 100                     |                                 |                                | 200    |
| 6   | Lorenzo Gandola (Vertigo)              | 35                     | 30                      | 70                              | 55                             | 190    |
| 7   | Marc Lazaro Riba (TRRS)                | 22                     | 40                      | 50                              | 45                             | 157    |
| 8   | Sergio Piardi (Beta)                   | 16                     | 16                      | 40                              | 30                             | 102    |
| 9   | Toby Martyn (Beta)                     | 45                     | 55                      |                                 |                                | 100    |
| 10  | Arnau Farré (JTG)                      | 25                     | 70                      |                                 |                                | 95     |
| 11  | Martin Matejicek (GasGas)              | 14                     | 10                      | 30                              | 40                             | 94     |
| 12  | Max Faude (Beta)                       | 12                     | 22                      | 35                              | 25                             | 94     |
| 13  | Carlo Alberto Rabino (Beta)            | 20                     | 14                      | 25                              | 35                             | 94     |
| 14  | Paul Reumschussel (TRRS)               | 10                     | 12                      | 45                              | 22                             | 89     |
| 15  | Jack Peace (Sherco)                    | 50                     | 20                      |                                 |                                | 70     |
| 16  | Martin Kroustek (TRRS)                 | 9                      | 9                       |                                 | 50                             | 68     |
| 17  | Dan Peace (Sherco)                     | 30                     | 35                      |                                 |                                | 65     |
| 18  | Andrea Riva (TRRS)                     | 18                     | 45                      |                                 |                                | 63     |
| 19  | Teo Colairo (GasGas)                   | 40                     | -                       |                                 |                                | 40     |
| 20  | Mats Nilsen (Sherco)                   | 7                      | 8                       |                                 | 20                             | 35     |
| 21  | Mattia Spreafico (Sherco)              | 8                      | 18                      |                                 |                                | 26     |
| 22  | Randy Kerstjens (GasGas)               |                        | 7                       |                                 |                                | 7      |
| 23  | Daniel Andreasson (GasGas)             | 6                      |                         |                                 |                                | 6      |